# 27th Infantry Division (United States Army)
La 27th Infantry Division (27ª Divisione di fanteria) è stata una divisione di fanteria dell'Army National Guard degli Stati Uniti d'America che ha partecipato alla prima e seconda guerra mondiale.
La divisione può far risalire le sue tracce alla New York Division della New York National Guard, che formata originariamente nel 1908 rese lo stato di New York il secondo ad organizzarsi in modo tale dopo la Pennsylvania.. Nel 1914 fu rinominata 6th Division e nel 1916 fu chiamata ad intervenire durante la guerra di frontiera statunitense-messicana terminando le sue operazioni sul confine messicano nel dicembre 1916.
Nel luglio 1917 fu mobilitata per partecipare alla prima guerra mondiale e rinominata 27th Division.
Oggi il suo lignaggio è portato avanti dalla 27th Infantry Brigade Combat Team della 42nd Infantry Division.